# Melanitis anisakana
Melanitis anisakana är en fjärilsart som beskrevs av Robert Christopher Tytler 1939. Melanitis anisakana ingår i släktet Melanitis och familjen praktfjärilar. Inga underarter finns listade i Catalogue of Life.